# Даниельсон-Кальмари, Юхан Рихард
Юхан Рихард Даниельсон-Кальмари (швед. Johan Richard Danielson-Kalmari, до 1906 года носил фамилию Даниельсон; 7 мая 1853, Хаухо, Российская империя — 23 мая 1933, Хельсинки, Финляндия) — финский историк и политический деятель.

## Биография
Юхан Рихард Даниельсон-Кальмари был профессором всеобщей истории в Гельсингфорсском университете. Важнейшими из его научных трудов являются «Zur Geschichte der sächsischen Politik 1706—1709» (1878), «Bidrag till en framställning af Englands socialpolitik och ekonomiskt-sociala utveckling under XII—XVI ärhundradet» (1880) и «Die Nordische Frage in den Jahren 1746—1751».
Когда во второй половине 1880-х годов реакционная русская печать начала поход против финляндской конституции и появился написанный в этом духе труд Кесаря Филипповича Ордина «Завоевание Финляндии», Даниельсон блестяще опроверг софизмы Ордина в своем наиболее популярном сочинении «Соединение Финляндии с Российской державой» (1890; вышло на шведском, финском, русском, немецком и английском языках). В 1892 году вышло сочинение Даниельсона «Внутренняя самостоятельность Финляндии. Ответ на новые нападки» (на финском, шведском и русском языках), а в 1896 году им издан труд, основанный на архивных исследованиях, — «Война Финляндии и финляндские войны» («Suomen sota ja Suomen sotilaat», перевод на шведском языке).
Кроме научной сферы историк, бывший блестящим оратором, принимал самое деятельное участие на всех сеймах, начиная с 1885 года. Даниельсон всегда был ревностным сторонником фенноманского движения, до последнего времени разделял либеральные взгляды и наряду с сенатором Мехелином, профессором Германсоном и другими был одним из самых выдающихся защитников финляндской автономии. С начала нового режима в Финляндии Даниельсон примкнул к консервативной, оппортунистической старофенноманской партии, путём компромиссов думавшей «спасти отечество». В духе этой партии он издал в 1901 году политическую брошюру на финском и шведском языках «Mihin suuntaan?» («Куда это ведет?»). После смерти Ирио-Коскинена, в 1903 году, Даниельсон стал главным руководителем старофенноманской партии.